# Christchurch Challenger
Il Christchurch Challenger è stato un torneo professionistico di tennis giocato su campi in sintetico indoor. Faceva parte dell'ATP Challenger Series. Si è giocata una sola edizione, a Christchurch in Nuova Zelanda.

## Albo d'oro

### Singolare
| Anno | Campione     | Finalista     | Punteggio |
| ---- | ------------ | ------------- | --------- |
| 1991 | Mark Petchey | Fernon Wibier | 7–5, 7–6  |

### Doppio
| Anno | Campioni                | Finalisti                  | Punteggio |
| ---- | ----------------------- | -------------------------- | --------- |
| 1991 | Neil Borwick Simon Youl | Jamie Morgan Sandon Stolle | 7–5, 7–6  |